# Händelse (utfall)
Inom sannolikhetsteorin är en händelse en samling utfall. Mängden av möjliga utfall kallas utfallsrummet. En händelse är alltså en delmängd av utfallsrummet. Om händelsen omfattat alla utfall i utfallsrummet så är händelsen lika med utfallsrummet.

B är utfallsrummet och A en händelse. Om sannolikheten är proportionell mot ytan är sannolikheten för A ungefär 0,4.